# Blitum atriplicinum
Blitum atriplicinum är en amarantväxtart som beskrevs av Ferdinand von Mueller. Blitum atriplicinum ingår i släktet Blitum och familjen amarantväxter. Inga underarter finns listade i Catalogue of Life.